# 楊曰邵
楊曰邵（越南语：／；1832年—？），越南阮朝官員。
楊曰邵是承天府富榮縣棠英總養蒙上社（今屬承天順化省富榮縣富美社）人，明命十三年（1832年）出生。嗣德十七年（1864年），楊曰邵參加武鄉試，考中武舉人，後擔任武學堂學習一職。嗣德二十一年（1868年），考中會試次中格第一名，殿試考中第三甲同武進士出身，是該科第四名。